# Ève Duperray
Pour les articles homonymes, voir Duperray.
Ève Duperray, née en 1960 à Lyon, est une historienne, conservatrice de musée et femme de lettres.

## Biographie
Ève Duperray a suivi des études en Lettres supérieures au lycée Édouard-Herriot puis à la faculté des lettres de Lyon-III (licences d’histoire et de philosophie – maîtrise d’histoire), et à Paris I-Sorbonne (DEA et doctorat en histoire moderne). Elle a été boursière de l’École française de Rome en 1989 et a obtenu en 2000 sa qualification aux fonctions de maître de conférences en histoire moderne.
Spécialiste de Pétrarque et de l'histoire du pétrarquisme en France, elle a également travaillé sur l'espace sacré en Provence et sur la production artistique des paroisses rurales. Elle s’est également intéressée au patrimoine de la République qui appelle obliquement le fait religieux et son importance dans les grands débats posés par la Révolution française et les Républiques successives.
Elle est conservateur en chef, actuellement responsable du Service de la conservation départementale des musées et du patrimoine de Vaucluse.

## Publications
- Lettera amorosa : catalogue d’exposition / Dominique Jaquet, Fontaine-de-Vaucluse : Musée Pétrarque, 1986, 10 p.
- François Pétrarque 1304-1374, Fontaine-de-Vaucluse : Musée Pétrarque- Clepsydre, 1987, 26 p.
- Le Mythe littéraire de Vaucluse : Pétrarque et le pétrarquisme en Provence, plaquette publiée par l'Athénée d'Apt, Apt, 1987, 14 p.
- L’Inclémence lointaine. Poèmes de René Char illustrés par Vieira da Silva : catalogue d’exposition / Dominique Jaquet, Fontaine-de-Vaucluse : Musée Pétrarque, 1988, 16 p.
- Marie-Madeleine, dans la Mystique, les Arts et les Lettres : actes du colloque publiés sous la direction d'Ève Duperray ; préface de Georges Duby, postface de Charles Pietri, Paris : Beauchesne, 1989, 359 p.
- "Le Carmen de Beata Maria Magdalena. Marie-Madeleine dans l'œuvre de François Pétrarque : une image emblématique de la belle Laure" dans Marie-Madeleine, figure inspiratrice dans la Mystique, les Arts et les Lettres : actes du colloque publiés sous la direction d'Ève Duperray ; préface de Georges Duby, postface de Charles Pietri, Paris : Beauchesne, 1989, 359 p., p. 273-288
- Marie-Madeleine : catalogue d’exposition, Fontaine-de-Vaucluse : Musée Pétrarque, 1989, 83 p.
- Contre une maison sèche. René Char. Wifredo Lam : catalogue d’exposition, Fontaine-de-Vaucluse : Musée Pétrarque, 1989, [n.p.]
- "Pétrarque au mont Ventoux, lauré des cimes" dans Till Neu, Das Projekt Mont Ventoux, Museum St Wendel, 1993, 64 p., p. 9-17
- Christine Boumeester, clandestine de l'art et de la vie, Fontaine-de-Vaucluse : Musée d'Histoire Jean Garcin : 39-45 L'Appel de la Liberté, 1993, 102 p.
- Notices sur la Fontaine-de-Vaucluse dans Un pays et sa mémoire à découvrir et à partager dans un guide Gallimard - Avignon, Orange, Apt, Lourmarin, Carpentras, Vaucluse, Guides Gallimard, 1994, 408 p., p. 323-325
- "Galeria" d'une triade mythique : Pétrarque, Laure, Vaucluse, Fontaine-de-Vaucluse : Musée Pétrarque- Clepsydre, 1996, 144 p., en français et en italien
- L'Ascension du mont Ventoux / François Pétrarque, texte latin, traduction en vis-à-vis et commentaires de Paul Bachmann, postface d'Ève Duperray, dessins-esquisses de Till Neu, L'or des mots – 1, Fontaine-de-Vaucluse : Musée Pétrarque : Clepsydre, 1996
- Retour aux ondes thessaliques, Les voyageurs de Vaucluse / Marc Duperray, L'or des mots - 2, Fontaine-de-Vaucluse : Musée Pétrarque : Clepsydre, 1996
- "Le gouffre, la rime et le laurier - De la fable originelle au Triomphe de l'éternité", dans Poésie 96, Paris, février 1996, 125 p., p. 15-25
- "Description de la fameuse fontaine de Vaucluse en douze sonnets de Georges de Scudéry (1649)", dans Sources et Fontaines du Moyen Âge à l'Âge baroque, Actes du colloque tenu à l'Université Paul-Valéry (Montpellier III) les 28, 29 et 30 novembre 1996, Paris, Champion, 1996, 493 p., p. 391-400
- "Le mont Ventoux lauré des cimes", postface à L'Ascension du mont Ventoux, texte latin, traduction en vis-à-vis et commentaires de Paul Bachmann, dessins-esquisses de Till Neu, L'or des mots - 1, Musée Pétrarque - Clepsydre, 1996, 56 p., p. 43-51
- "L'expression du cœur, sa place et sa signification dans le Canzoniere de Pétrarque", introduction au Cœur aimant, L'or des mots - 3, Musée Pétrarque - Clepsydre, 1996, 38 p., p. 9-21
- L'Or des mots - Une lecture de Pétrarque et du mythe littéraire de Vaucluse des origines à l'orée du XXe siècle - Histoire du pétrarquisme en France, Paris : Publications de la Sorbonne, 1997, 368 p.
- La Sorgue baroque, Description de la fameuse fontaine de Vaucluse en douze sonnets de Georges de Scudéry, préface d'Ève Duperray, photographies de Jean-Paul Dumas-Grillet, L'or des mots - 4, Fontaine-de-Vaucluse : Musée Pétrarque : Clepsydre, 1998
- "Résurgence au Grand Siècle des eaux souterraines du pétrarquisme : la fontaine de Vaucluse en douze sonnets de Georges de Scudéry", préface à La Sorgue baroque, Description de la fameuse fontaine de Vaucluse en douze sonnets de Georges de Scudéry, photographies de Jean-Paul Dumas-Grillet dans La Sorgue baroque, L'or des mots - 4, Musée Pétrarque - Clepsydre, 1998, 51 p., p. 13-23
- "La Sorgue : une poétique du patrimoine" dans Vaucluse en détours, patrimoine, traces et passage, Avignon : Barthélémy, septembre 2000, 207 p., p. 36-43
- "Un rite de passage obligé : voyages et tourisme littéraire à Vaucluse aux XVIIIe et XIXe siècles" dans Vaucluse en détours, patrimoine, traces et passage, Avignon : Barthélémy, septembre 2000, 207 p., p. 144-160
- "Archéologies érudites rêvées ou comment construit-on par l'imagination un objet patrimonial de dévotion ?" dans Vaucluse en détours, patrimoine, traces et passage, Avignon : Barthélémy, septembre 2000, 207 p., pp. 202-204
- "Un archétype du retrait : Pétrarque à Vaucluse ou l'écart de la vie pour la domination de l'esprit" dans Sorgue, Arts, Littérature, Poésie, no 1, L'Isle-sur-la-Sorgue : Le Bois d'Orion, 2000, 123 p., p. 21-30
- Le Triomphe de la mort, traduit et versifié à la française par Simon Bourgouyn, présentation et postface d'Ève Duperray, peintures sur papier de Sandra Martagex, L'or des mots - 5, Fontaine-de-Vaucluse : Musée Pétrarque : Clepsydre, 2001
- "Le mythe littéraire de Vaucluse dans le roman pétrarquiste, de l'Astrée (1607) à Adriani (1853)", dans Actes du colloque Dynamique d'une expansion culturelle : Pétrarque en Europe, du XIVe au XXe siècle, Actes du XXVIe congrès international du CEFI, Paris : Champion, 2001, 767 p., p. 417-427
- "Le songe entr’ouvert des Triomphes - Le Triomphe de la Mort transposé en français par Simon Bourgouyn", présentation à Le Triomphe de la Mort, traduit et versifié à la française par Simon Bourgouyn, L'or des mots - 5, Musée Pétrarque, 2001, 69 p., p. 13-17
- "Laure des afflictions tombales", postface à Le Triomphe de la Mort, traduit et versifié à la française par Simon Bourgouyn, L'or des mots - 5, musée Pétrarque, 2001, 69 p., p. 65-69
- "Laure de Noves", dans Portraits de femmes en Vaucluse : de l'Antiquité au XXe siècle, Avignon ; Grignan : Club Azertyuiop, 2002, 252 p., p. 22-24
- "Emma Mahul", dans Portraits de femmes en Vaucluse : de l'Antiquité au XXe siècle, Avignon ; Grignan : Club Azertyuiop, 2002, 252 p., p. 105-106
- Le Triomphe de l’amour – Eros en guerre. Une histoire amoureuse de l’Humanité. 2004, 126 pages
- "Le Triomphe de l’Amour : une érotique de la belligérance", dans Le Triomphe de l’amour – Eros en guerre. Une histoire amoureuse de l’Humanité. 2004, 126 pages, p. 17-20
- "Une idéologie-mémoire qui indispose : comment traiter de l'indifférence et du rejet à l'égard d'un Musée de la Résistance ?", dans Musées de guerre et mémoriaux, Paris : Éditions de la Maison des sciences de l’homme, 2005, 257 pp, 187-194
- Kedouhou L'État des lieux 1993... 2006, préface d’Ève Duperray, Fontaine-de-Vaucluse : Musée d'Histoire Jean Garcin : 39-45 L'Appel de la liberté, 2006, [n.p.]
- La Postérité répond à Pétrarque : actes du colloque, Paris : Beauchesne, 2006, 352 p.
- 1905-2005 ou les Lumières voilées – La Laïcité en question : actes du colloque publiés sous la direction d'Ève Duperray, Paris  Beauchesne, 2007, 164 p. ; avec une préface, p. 7-11
- Jardins secrets et lieux inspirés d’Avignon et alentours / Anne Bourret-Porée, préface d’Ève Duperray, Saint-Rémy-de-Provence : Équinoxe – Lumières du Sud, 2007, 136 p., p. 7
- Mina Halaunbrenner des visages sur un nombre, Fontaine-de-Vaucluse : Musée d'Histoire Jean Garcin : 39-45 L'Appel de la liberté, 2007, [n.p.]
- "Diaporama d’un académisme cruel", préface à Mina Halaunbrenner des visages sur un nombre, Fontaine-de-Vaucluse : Musée d'Histoire Jean Garcin : 39-45 L'Appel de la liberté, 2007, [n.p.]
- René Char dans le miroir des eaux, actes de la journée d’étude du 15 septembre 2007 à Fontaine-de-Vaucluse, Paris : Beauchesne, 2008, 184 p.
- "La vallée des poètes : René Char et le courant pétrarquien", dans René Char dans le miroir des eaux, Centenaire de la naissance de René Char, journée d’étude du 15 septembre 2007 à Fontaine-de-Vaucluse, Paris : Beauchesne, 2008, p. 17-28
- Nous sommes tous des étrangers - presque partout : logements en déshérence I et II / Sylvie Fraissard, Fontaine-de-Vaucluse : Musée d'Histoire Jean Garcin : 39-45 L'Appel de la liberté, 2008, [n.p.]
- "Un toit, quatre murs et des hommes face à l’objectif", préface à Nous sommes tous des étrangers - presque partout : logements en déshérence I et II / Sylvie Fraissard, Fontaine-de-Vaucluse : Musée d'Histoire Jean Garcin : 39-45 L'Appel de la liberté, 2008, [n.p.]
- À la rencontre de François Pétrarque, le poète de la Sorgue, Brantes : éditions Toulourenc, 2009, 56 p.
- "Le Gouffre, la rime et le laurier. Une idéalisation du paysage de Vaucluse de Pétrarque au romantisme", dans Petrarca e i suoi luoghi. Spazi reali e paesaggi poetici alle origini del moderno sens della natura / a cura di Domenico Luciani e Monique Mosser, Trevise : Fondazione Benetton studi ricerche, 2010, p. 139, p. 139-152
- … Que nuages… Histoire et propos d’artistes, Fontaine-de-Vaucluse : Musée d'Histoire Jean Garcin : 39-45 L'Appel de la Liberté, 2010, 15 p.
- "… Que nuage… ou les mouvances de l’Histoire" préface à … Que nuages… Histoire et propos d’artistes, Fontaine-de-Vaucluse : Musée d'Histoire Jean Garcin : 39-45 L'Appel de la Liberté, 2010, 15 p., p. 5
- Indochine de Provence - Le silence de la rizière, Éditions Actes Sud / Département de Vaucluse, 2012, 95 p.
- Introduction dans Indochine de Provence - Le silence de la rizière, sous la direction d’Ève Duperray, Actes Sud/Département de Vaucluse, 2012, 95 p., p. 12-21
- Tourne-toi vers Elle, Actes Sud, 2014, 157 p[2].
- Petit guide à l’usage des propriétaires ou affectataires pour la sauvegarde et la valorisation du patrimoine mobilier rural, collectif sous la direction d’Ève Duperray, Actes Sud, 2014, 85 p.
- Préface à Vaucluse, à ses morts glorieux - Paroles éteintes, paroles de vie de la Grande Guerre, musée d'histoire Jean-Garcin : 39-45 L'Appel de la Liberté, 2014, 63 p., p. 6-7
- Relier la Terre au Ciel : médiations et codes de lecture du patrimoine mobilier religieux en Vaucluse, Arles/Avignon, Actes Sud, 2016, 400 p. (ISBN 978-2-330-05374-1)
- Liberté, égalité, fraternité- Mots et images d’une devise, catalogue d'exposition, 2018
- "Pétrarque : le poète voyageur" dans L'Europe. Encyclopédie historique, sous la direction de Christophe Charles et Daniel Roche, Arles, Actes sud, 2018
- « Car elles le valaient bien – L’art du cartonnage des boîtes à poudre de riz de la Belle Epoque aux années 1950 » dans La poudre de beauté et ses écrins, le siècle des poudriers (1880-1980), autour de la collection d’Anne de Thoisy-Dallem, Paris : Faton, 2020, pp. 83 à 93
- Vallée close, ouvrages de Christine Ferrer, texte d’Eve Duperray, L’or des mots-6, Fontaine-de-Vaucluse : Musée-bibliothèque François Pétrarque, Clepsydre, 2020, 44 p.
- Mémoires républicaines, La mémoire « douloureuse » de la réunion d’Avignon et du Comtat Venaissin à la France jusqu’à la chute de Robespierre (1791-1794), sous la direction d’Eve Duperray et de Bruno Poinas, Le Kremlin-Bicêtre : mare&martin, 2021, 240 p.
- « Les « maisons mentales » du poète François Pétrarque » dans Maisons d’écrivains, Revue de la Bibliothèque nationale Universitaire de Strasbourg (BNU), n°24, automne 2021, pp. 59 à 67
- « Niches à bonne Vierge » ou promenade urbaine à travers la piété populaire », préface à Les Oratoires du centre ancien de Carpentras, Elisabeth Juan-Mazel et Bernard Duprat, Brantes, les éditions du Toulourenc, 2022
- Femme paysage, œuvres de Claudine Aspar, texte d’Eve Duperray, l’Or des mots-7, Fontaine-de-Vaucluse : Musée-bibliothèque François Pétrarque, Clepsydre, 2022, 67 p.

## Direction de colloques
. Marie-Madeleine, dans la Mystique, les Arts et les Lettres, 1989
. La Postérité répond à Pétrarque, 2004
. 1905-2005 ou les Lumières voilées – La Laïcité en question
. René Char dans le miroir des eaux, 2007

## Commissariat d'expositions
. Lettera Amorosa, Georges Braque, 1986 (Musée-bibliothèque François Pétrarque)
. L'Inclémence Lointaine, Vieira da Silva, 1987 (Musée-bibliothèque François Pétrarque)
. Marie-Madeleine, figure inspiratrice dans la Mystique, les Arts et les Lettres, en collaboration avec le Palais Pitti de Florence, 1988 (Musée-bibliothèque François Pétrarque)
. René Char-Wifredo Lam, Contre une maison sèche, 1989 (Musée-bibliothèque François Pétrarque)
. 1789-1989, Commémoration du bicentenaire de la Révolution française : le pain de l'égalité, 1989 (Musée de la Boulangerie)
. Christine Boumeester clandestine de l'art et de la vie avec les œuvres de Atlan, Boni, Bryen, Flocon, Goetz, Hartung, Kandinsky, Nouveau, Picabia, Schneider, Selim, de Staël, Ubac, Vieira da Silva, Zao Wou-Ki, 1993 (Musée d'Histoire Jean Garcin : 39-45 L'Appel de la Liberté)
. Images d'histoire - La Libération du Vaucluse, 1994 (Conseil général de Vaucluse - Avignon)
. Le cinquantenaire de la libération des camps, 1995 (Conseil général de Vaucluse - Avignon)
. Le Coeur aimant, Denis Richard, Françoise Dupriez-Flamand, 1996 (Musée-bibliothèque François Pétrarque)
. La Sorgue baroque, Jean-Paul Dumas-Grillet, Peter Chase, 1998 (Musée-bibliothèque François Pétrarque)
. D'amour et de mort, Sandra Martagex, 2001 (Musée-bibliothèque François Pétrarque)
. Riches et pauvres – Les libertés entre richesse du Nord et pauvreté du Sud, Christophe Kuhn, 2003 (Musée d'Histoire Jean Garcin : 39-45 L'Appel de la Liberté, CMS Avignon, Orange et Montfavet)
. Le Triomphe de l’Amour : Eros en guerre, 2004 (Hôtel de Sade, Avignon)
. Kedouhou, l’Etat des lieux , Ervé, 2006 (Maison du Département des cantons  d’Orange, Musée d'Histoire Jean Garcin : 39-45 L'Appel de la Liberté)
. Mina Halaunbrenner – des visages sur un nombre, peintures de Jean-Frédéric Coviaux, 2007 (Maisons du Département de Carpentras et des cantons d’Orange, Musée d'Histoire Jean Garcin : 39-45 L'Appel de la Liberté)
. Nous sommes tous des étrangers – presque partout, Institut du Monde arabe, Sylvie Fraissard, 2008 (Maisons du Département de Carpentras et des cantons d’Orange, Musée d'Histoire Jean Garcin : 39-45 L'Appel de la Liberté)
. … Que nuages… Histoire et propos d’artistes, 2010 (Musée d'Histoire Jean Garcin : 39-45 L'Appel de la Liberté)
. Indochine de Provence, 2012 (Musée d'Histoire Jean Garcin : 39-45 L'Appel de la Liberté)
. Vivre l’interculturalité aujourd’hui au regard des oubliés de l’Histoire, 2013-2014 (Musée d'Histoire Jean Garcin : 39-45 L'Appel de la Liberté)
. Les mots préfèrent la Liberté, 2015
. Liberté, Egalité, Fraternité- Mots et images d’une devise, au Musée d’Histoire,aux Archives départementales de Vaucluse, à Cavaillon, 2018, itinérance en 2019
. Mémoires républicaines, 2021 (Musée d'Histoire Jean Garcin : 39-45 L'Appel de la Liberté)
. Vallée close, ouvrages de Christine Ferrer, 2021 (Musée-bibliothèque François Pétrarque)
. Jolies frimousses, l’art du cartonnage des boîtes à poudre de riz de la belle Epoque aux années 1950, 2021 (Musée du Cartonnage et de l’Imprimerie)
. Femme paysage, œuvres de Claudine Aspar, 2022 (Musée-bibliothèque François Pétrarque)

## Émissions de radio et filmographie
- "Les hauts-lieux de Provence", Les Gens d’ici, émission diffusée en direct du musée Calvet d’Avignon le 12 juillet 1996 sur France Culture
- "Marie-Madeleine", Les Chemins de la connaissance, émission enregistrée le 21 février 1997 à Paris et diffusée le 21 mars 1997 sur France Culture
- "La Postérité répond à Pétrarque", Les Chemins de la Connaissance, émission 5/5 "Le Culte pétrarquiste" diffusée le 23 juillet 2004 sur France Culture
- Pétrarque et le fol amour provençal, Clémence Rabeau réalisatrice, Eléphant Doc, Arte, 2018